# Alexandra del Regne Unit (princesa del Regne Unit)
Alexandra de Kent, princesa del Regne Unit LG GCVO (Londres 1936). Princesa del Regne Unit de la Gran Bretanya i d'Irlanda del Nord amb el tractament d'altesa reial. Filla dels ducs de Kent, el príncep Jordi del Regne Unit i de la princesa Marina de Grècia, era per tant neta del rei Jordi V del i de la princesa Maria de Teck per part de pare, i per part de mare del príncep Nicolau de Grècia i de la gran duquessa Helena de Rússia.
La seva infància la passà junt amb la seva mare i els seus germans a la finca familiar de Coopins a Buckinghamshire. El seu pare, el duc de Kent, morí quan ella tenia sis anys en una accident aeri a Escòcia durant la Segona Guerra Mundial l'any 1942. Des de la seva infància ocupà un càrrec considerable a la cort, patge d'honor en el casament de la seva cosina la reina Elisabet II del Regne Unit i d'un seu altre cosí Felip de Grècia. Avui en dia és considerada la tercera dama de la cort britànica després de la reina Elisabet II del Regne Unit i de la seva filla la princesa reial Anna del Regne Unit fins i tot abans de la comtessa Sofia Rhys-Jones i de la duquessa de Cornualles.
Molts foren els projectes de casament per la jove princesa, s'especulà sobretot amb un casament amb el príncep hereu i futur rei Harald V de Noruega. Malgrat tot, s'acabà casant amb l'aristòcrata anglès l'honorable Angus Ogilvy elevat a la categoria de sir. Sir Angus era el segon fill del dotzè comte d'Airlie i de lady Alexandra Coke. El casament es produí a l'Abadia de Westmister amb presència de múltiples famílies reials estrangeres. La parella que s'establí Londres, a Thatched House Lodge, i tingueren dos fills:
- Jaume Ogilvy nat a Londres el 1964 i casat el 1988 amb Julia Rawlison.

- Marina Ogilvy nata a Londres el 1966 i casada el 1990 amb Paul Mowat del qual es divorcià.

Sir August Ogily va morir l'any 2003. La princesa Alexandra gaudeix d'una excel·lent posició en el si de la família reial britànica i és una de les persones que constitueix un reduït cercle al voltant del rei Carles III del Regne Unit i de la reina Camil·la.
La família de la princesa no s'ha vist lliure d'escàndols a causa de diversos afers financers i de les relacions de la seva filla petita Marina Ogilvy.
La princesa és dama de l'orde de la Garrotera.